# (198717) Szymczyk
(198717) Szymczyk est un astéroïde de la ceinture principale.

## Description
(198717) Szymczyk est un astéroïde de la ceinture principale. Il fut découvert le 13 février 2005 à Mayhill par Andrew Lowe. Il présente une orbite caractérisée par un demi-grand axe de 3,04 UA, une excentricité de 0,11 et une inclinaison de 11,0° par rapport à l'écliptique.

## Compléments